# Alerta temprana y control aerotransportado

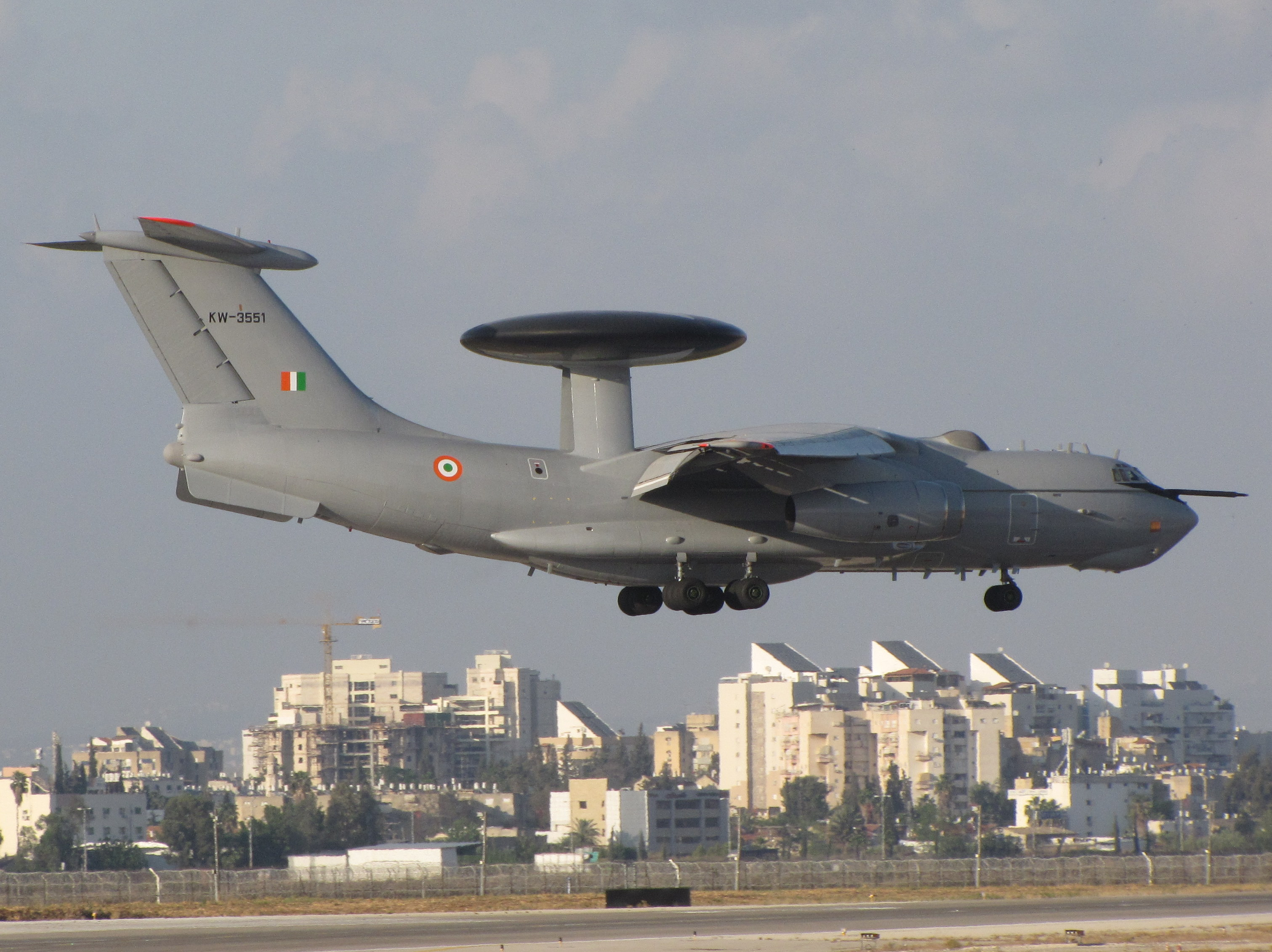
Un Beriev A-50 de la Fuerza Aérea India

Un sistema de alerta temprana y control aerotransportado, o AEW&C (acrónimo en inglés de Airborne Early Warning and Control), es un sistema de radar aerotransportado diseñado para detectar aeronaves. Usados a gran altura, los radares permiten a los operadores distinguir entre aeronaves amigas u hostiles a cientos de kilómetros de distancia. Los aviones AEW&C pueden ser usados para operaciones aéreas tanto defensivas como ofensivas. Ofensivamente el sistema es usado para dirigir a los aviones de combate a sus localizaciones objetivo, y defensivamente para contraataques. También puede ser utilizado para llevar a cabo tareas de vigilancia, funciones de mando y control y dirección de batallas (o funciones C2BM, siglas en inglés de command and control, battle management).
Los sistemas AEW&C también son conocidos por los antiguos términos alerta temprana aerotransportada, o AEW (Airborne Early Warning), y sistema de alerta y control aerotransportado, o AWACS (Airborne Warning and Control System).

## Historia

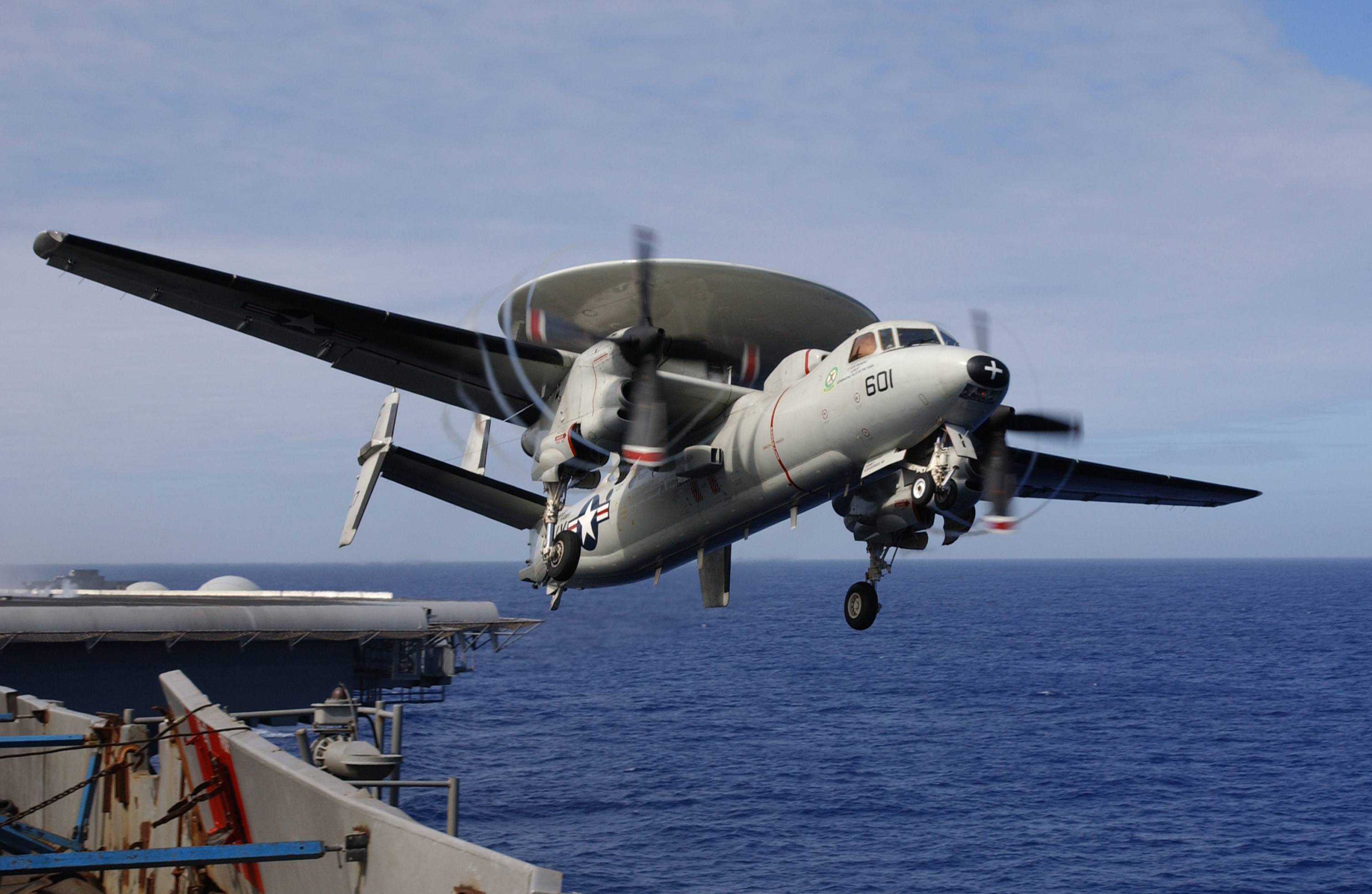
Un E-2C Hawkeye en el portaaviones USS George Washington (CVN-73).

La US Navy empezó a experimentar con este tipo de aviones en 1945 a partir de los Grumman TBF-3W Avenger, embarcados con la primera generación de radar de búsqueda aerotransportado AN/APS-20 y el Boeing PB-1W, que era un B-17G modificado. Posteriormente, se desarrolló el S-2 Tracker que hacía de avión de alerta y de ataque. La propuesta de construcción del E-2 fue entregada a la US Navy en 1957 y el prototipo voló en octubre de 1961. 
Inicialmente, se construyeron tres prototipos y 59 aviones de serie, siendo entregado el primero de ellos en 1961. Las primeras entregas a la US Navy se hicieron en 1964, destinadas a equipar el escuadrón VAW-11 de alerta temprana de la Flota con base en North Island, San Diego. Los primeros escuadrones de cuatro aviones (asignados a los portaaviones CVA-63 Kitty Hawk, CVA-61 Ranger, CVA-Constellation, CVA-43 Coral Sea y CVAN-65 Enterprise), fueron utilizados en las aguas de Vietnam del Norte en 1965. En 1967, una vez demostrada la operatividad del E-2, se determinó que era necesario aumentar sus posibilidades de cobertura de radar y se desarrolló la versión E-2B, equipada con un computador Litton L-304 para el control de radar. El primer avión equipado con estas mejoras voló en febrero de 1969.
En 1999, la marina francesa adquirió dos E-2C Grupo II para operar desde su nuevo portaaviones nuclear Charles de Gaulle.
Los aviones de control y vigilancia aérea o AWACS, tienen la misión de transportar un radar a gran altura, antenas y radares integrados al fuselaje, con el fin de mejorar la cobertura y hacer posible la detección de amenazas enemigas, antes de que se consoliden contra la flota y territorios costeros del país, aviones de combate, helicópteros, misiles disparados, logrando determinar su posición, velocidad y trayecto. El avión radar puede detectar también buques de superficie, snorkels de submarinos parcialmente sumergidos y hasta submarinos totalmente sumergidos con detectores de alteración magnética, barcos de pesca, luchar contra el narcotráfico, contrabando, pesca ilegal, permitiendo una mejor utilización de las defensas de la armada y tener mayor presencia del país sobre el mar territorial.

## Lista de aeronaves AEW&C

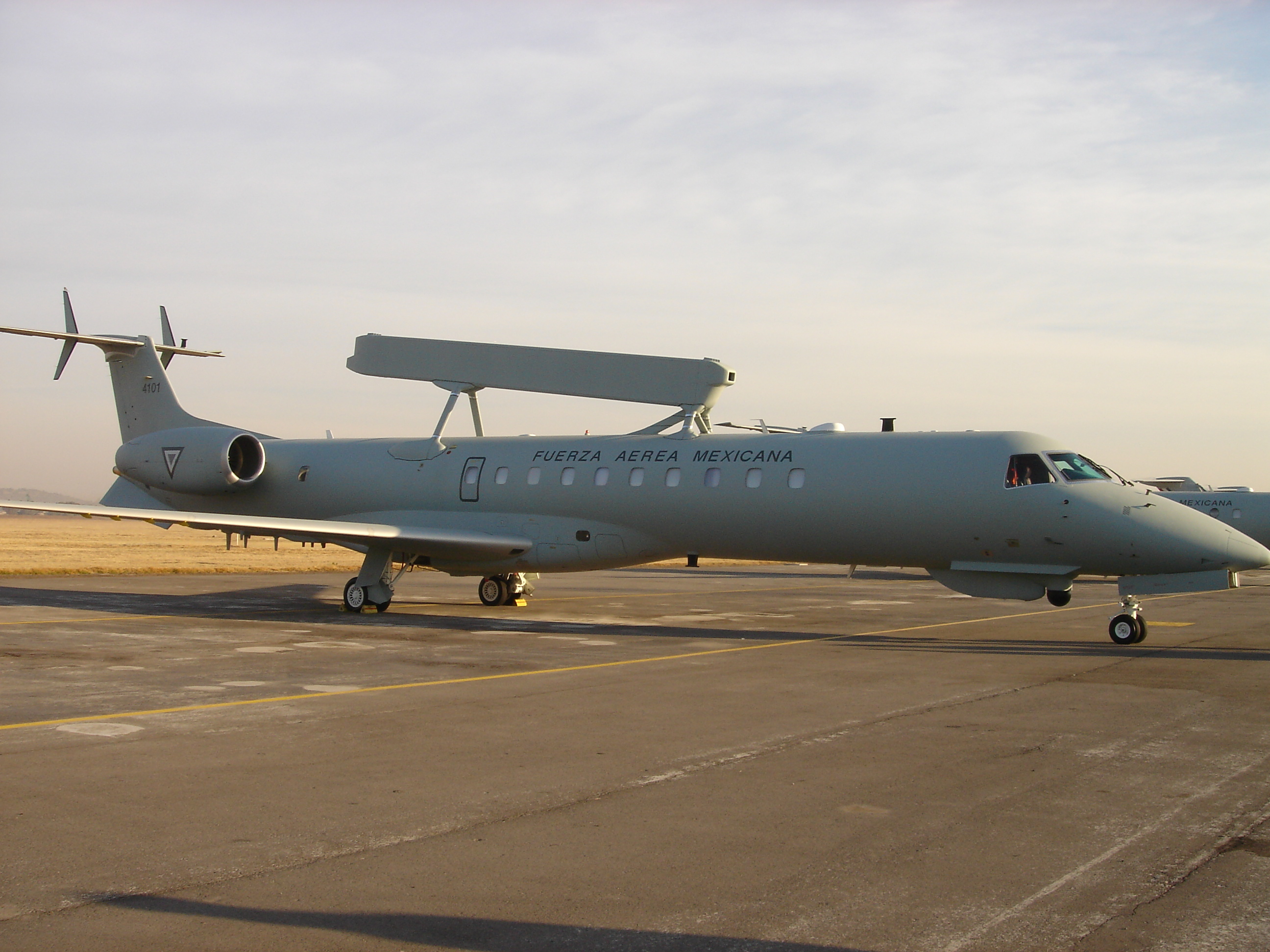
Embraer E-99.

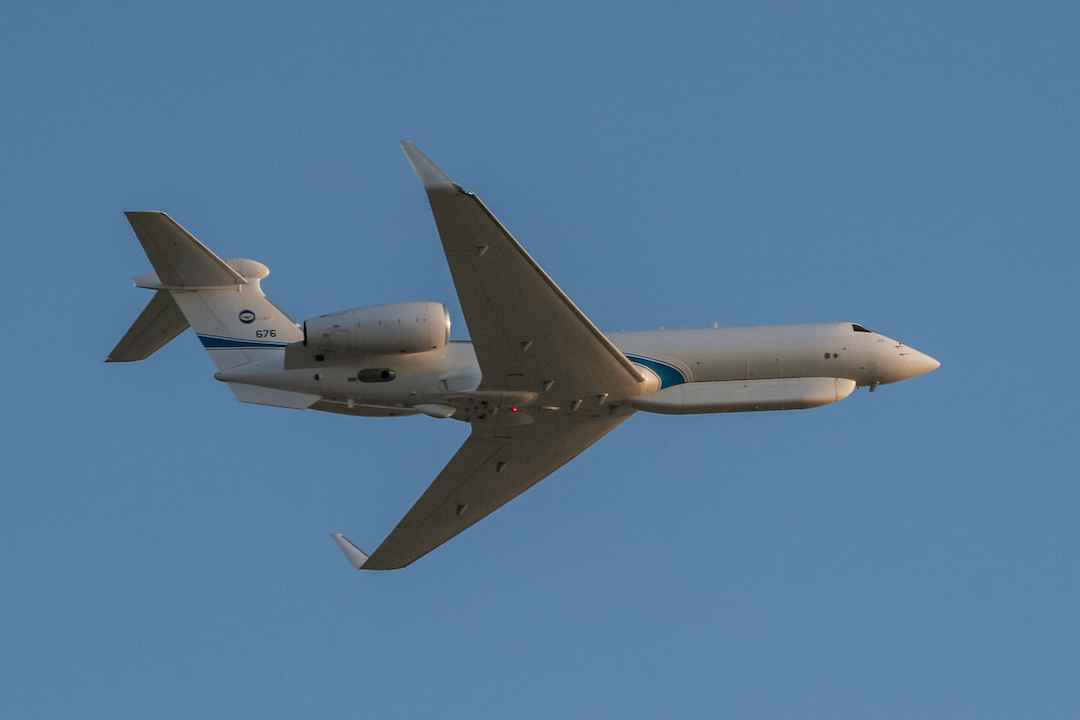
Gulfstream G550 Shavit.

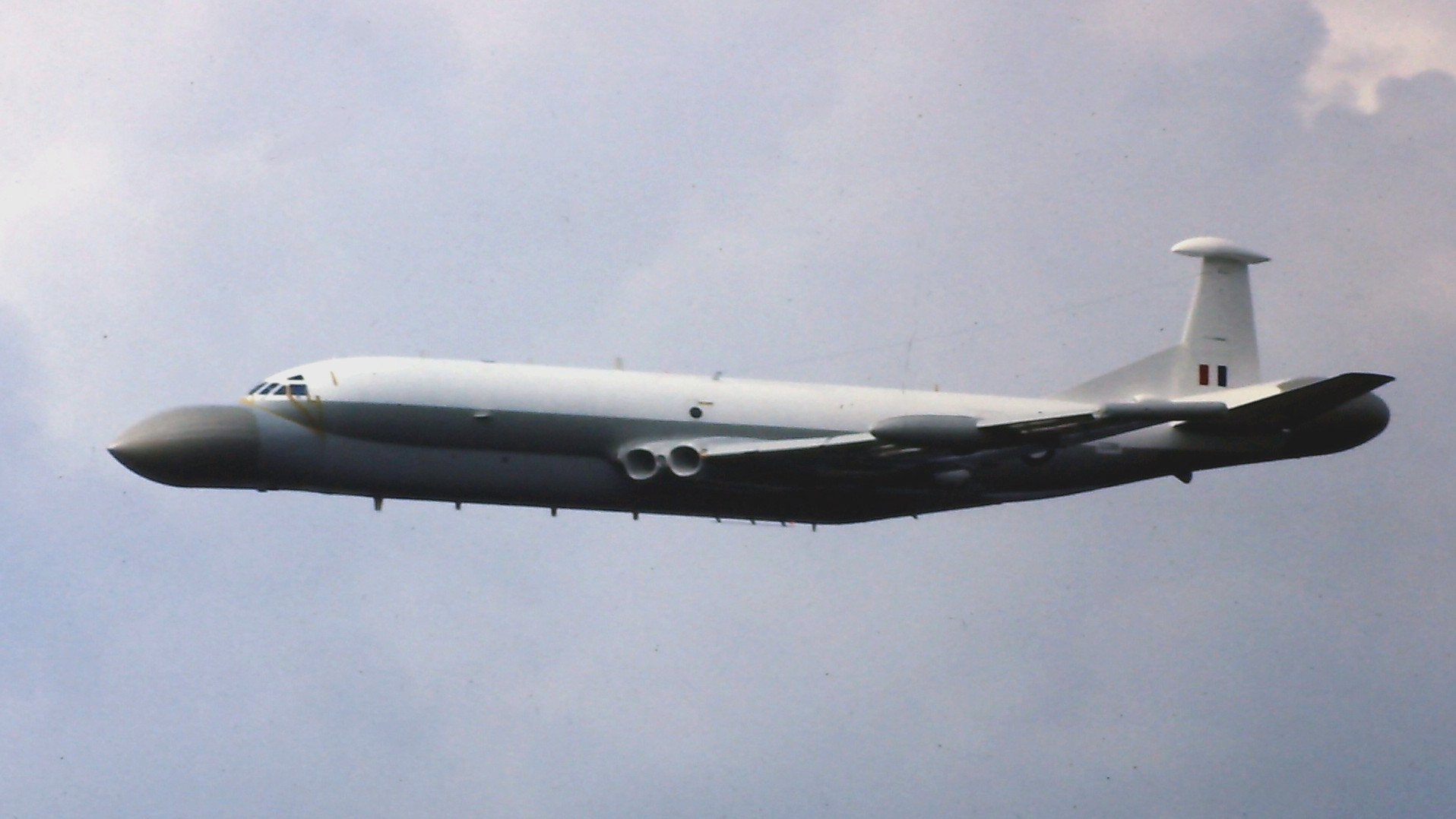
Hawker Siddely Nimrod AEW3.

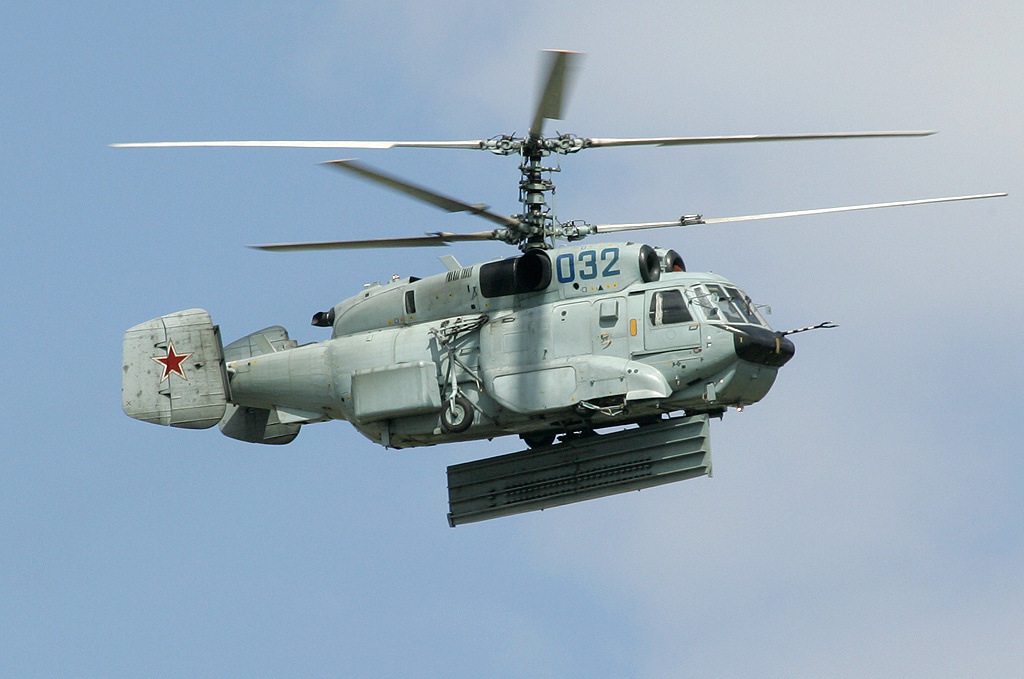
Kamov Ka-31.

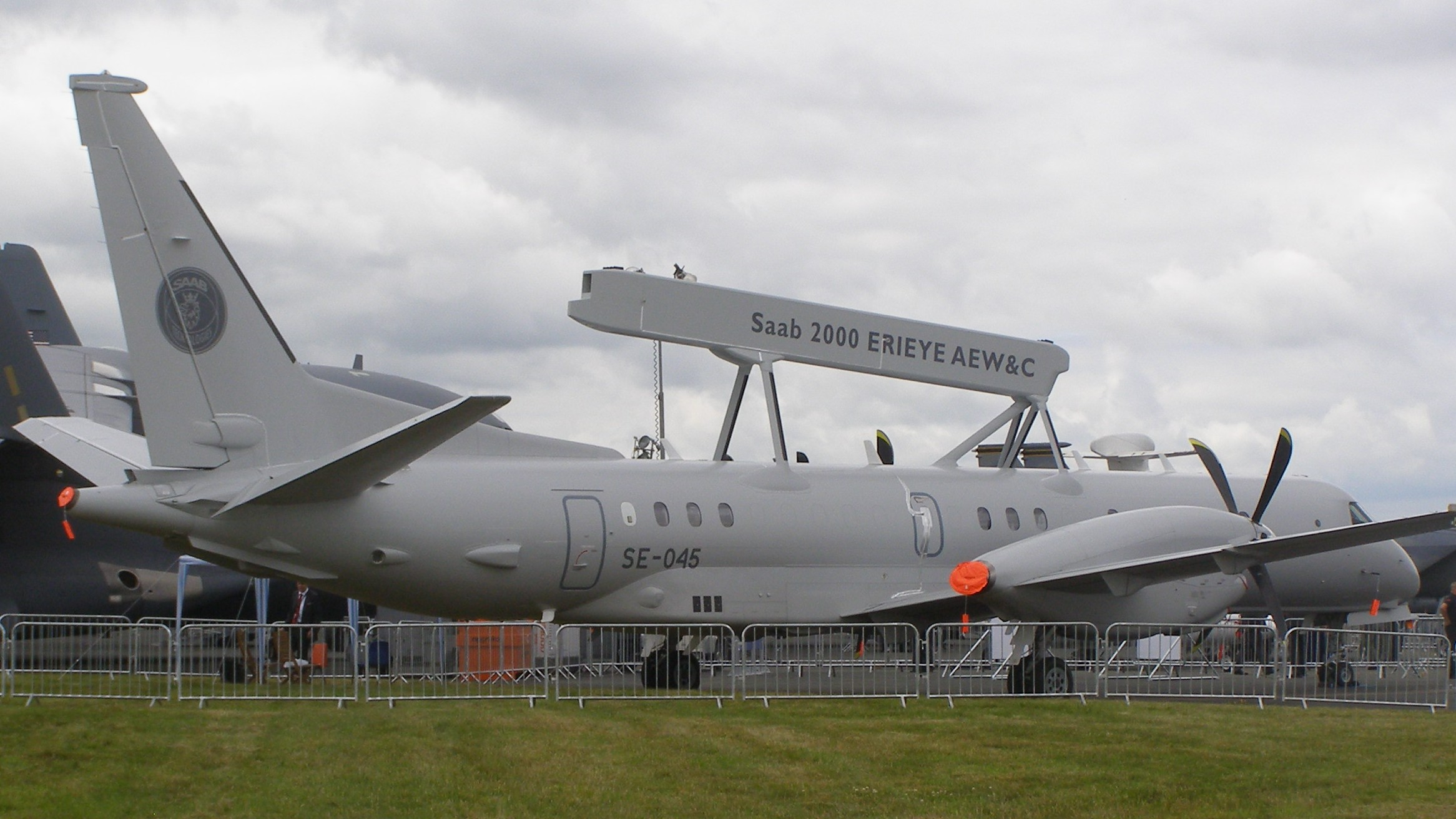
Saab 2000 Erieye.

Estados Unidos
- Boeing 737 AEW&C
- Boeing E-3 Sentry
- Boeing E-767
- Lockheed EC-130V Hercules
- Lockheed P-3 AEW&C
- Grumman E-2 Hawkeye
- Boeing PB-1W Flying Fortress
- Douglas AD-3/4/5W Skyraider
- Grumman AF-2W Guardian
- Grumman E-1 Tracer
- Grumman TBM-3W Avenger
- Lockheed EC-121 Warning Star

 Reino Unido
- Hawker Siddely Nimrod AEW3
- Seaking Mk 7 (AEW.5)
- Avro Shackleton
- Fairey Gannet

 Rusia
- Beriev A-50 Shmel
- Kamov Ka-31 Helix
- Tupolev Tu-126 Moss

 China
- KJ-1 AEWC
- KJ-200
- KJ-2000
- Y-8 AWACS/Y-8J AEW

 Suecia
- Saab 340 Erieye
- Saab 2000 Erieye

 Brasil
- Embraer 145 AEW&C (E-99)

 Chile
- Boeing 707 Condor (retirado)
- AWACS

 España
- EADS CASA C-295 AEW

 Irán
- HESA IrAn-140

 Israel
- IAI 707 Phalcon
- IAI Eitam

 Colombia
- Citation SR-560 Tracker